# Melétiosz antiochiai pátriárka
Melétiosz (ógörögül: Μελέτιος, latinul: Meletius), (? – 381 májusa) antiochai pátriárka 360-tól haláláig.
360-ban szentelték fel Antiochiai pátriárkájává az ariánusok úgynevezett új-nikaiai pártja, de a választás megfelelt a keleti püspökök nagy részének is. Melétiosz azonban nem tette Antiochiát az arianizmus fellegvárává, hanem tartózkodóan nyilatkozott teológiai kérdésekben, és nem csatlakozott egyetlen párthoz sem. Később Eudoxiosz konstantinápolyi pátriárka (korábban antiochai püspök) hívei egyenesen az arianizmus ellenségének kiáltották ki Melétioszt, és megfosztották püspöki székétől.